# Litovice
Litovice jsou dnes základní sídelní jednotkou města Hostivice. Tvoří západní část tohoto města. Do roku 1950 byly samostatnou obcí, s Hostivicí byla sloučena 1. ledna 1950. ZSJ Litovice dnes patří k evidenční části Hostivice; v katastrálním území Litovice leží však také Břve, které jsou samostatnou evidenční části obce i základní sídelní jednotkou.
Na území Litovic se mj. nachází gotická Litovická tvrz. Významný je i Litovický rybník.
Západní část Litovic kolem tvrze se nazývá Staré Litovice a je pravděpodobně svým původem stejně stará jako tvrz, tedy ze středověku (první písemná zmínka pochází z roku 1266). Zástavba mezi Starými Litovicemi a vlastní Hostivicí je novější, většinou ze 20. století.

## Významní rodáci
- Jaroslav Syřiště (1878–1951), český architekt a rektor VUT Brno
- Václav Šturc (1858–1939), první předseda KSČ

## Pamětihodnosti
- Poutní cesta od pražské Lorety do Hájku
- Tvrz byla založena kolem roku 1330 při poplužním dvoře. Jedna z mála gotických tvrzí, u níž byla zachovány původní stavební dispozice.[3]
- Výklenková kaplička svatého Jana Nepomuckého[4]